# Chrám Stětí svatého Jana Křtitele (Rumburk)
Kaple, respektive chrám Stětí svatého Jana Křtitele v Rumburku v okrese Děčín je barokní stavba z let 1725–1784. Původně poutní kaple byla přestavěna a od roku 1959, kdy byla na 99 let pronajata pravoslavné církvi, slouží jako chrám české pravoslavné církve. Nachází se na Strážném vrchu č. 88/35, přibližně 1 km severně od rumburského Lužického náměstí.

## Dějiny kostela
Dnešní chrám býval původně poutní kaplí. Její základní kámen byl položen v roce 1722 a byla dokončena roku 1725. V roce 1784 byla kaple zrušena.
V roce 1787 se majitelem stal rumburský výrobce plátna Fidelis Salomon, který objekt přestavěl na větrný mlýn, ten však byl později s ekonomických důvodů zrušen a na jeho místě vznikla hospoda.
Roku 1845 získal areál spolek rumburských měšťanů, jejichž cílem byla obnova poutního místa. Do roku 1829 byla severně od bývalé kaple vybudována Křížová cesta s Kalvárií. Poutní místo pak fungovalo až do konce druhé světové války.
Po vyhnání německého obyvatelstva ze zdejšího kraje byla v objektu zřízena hláska pohraniční stráže. V polovině 50. let se uvažovalo o demolici objektu, v roce 1959 se však Andreji Kolomackému, v tomto kraji působícímu pravoslavnému duchovnímu a architektovi, podařilo získat tehdy zchátralý katolický kostelík s farou patřící pod rumburskou římskokatolickou farnost pro potřeby pravoslavné církve a vlastními silami ho opravil. Jako chrám pravoslavné církve v českých zemích a na Slovensku objekt slouží dodnes.